# Erysimum boreale
Erysimum boreale là một loài thực vật có hoa trong họ Cải. Loài này được (C.A.Mey. ex Rupr.) Trautv. mô tả khoa học đầu tiên năm 1883.